# 비르헨 델 코르티호역
비르헨 델 코르티호 역(스페인어: Virgen del Cortijo)은 마드리드 경전철 1호선의 역이다. 마드리드 오르탈레사 구 발데푸엔테스 지역의 콜로니아 비르헨 델 코르티호 거리 지하에 위치해 있다. 요금구역상으로는 A구역에 속한다.

## 역사
2007년 5월 24일 마드리드 경전철 1호선의 개통과 함께 문을 열었다.

## 환승 정보
이 역 주변에는 시내버스 정류장이 없다.
지하철
| 마드리드 경전철                      | 마드리드 경전철       | 마드리드 경전철               |
| ------------------------------------ | --------------------- | ----------------------------- |
| 푸엔테 데 라 모라 피나르 데 차마르틴 | 마드리드 경전철 1호선 | 안토니오 사우라 라스 타블라스 |